# Giovanni Battista Bernero

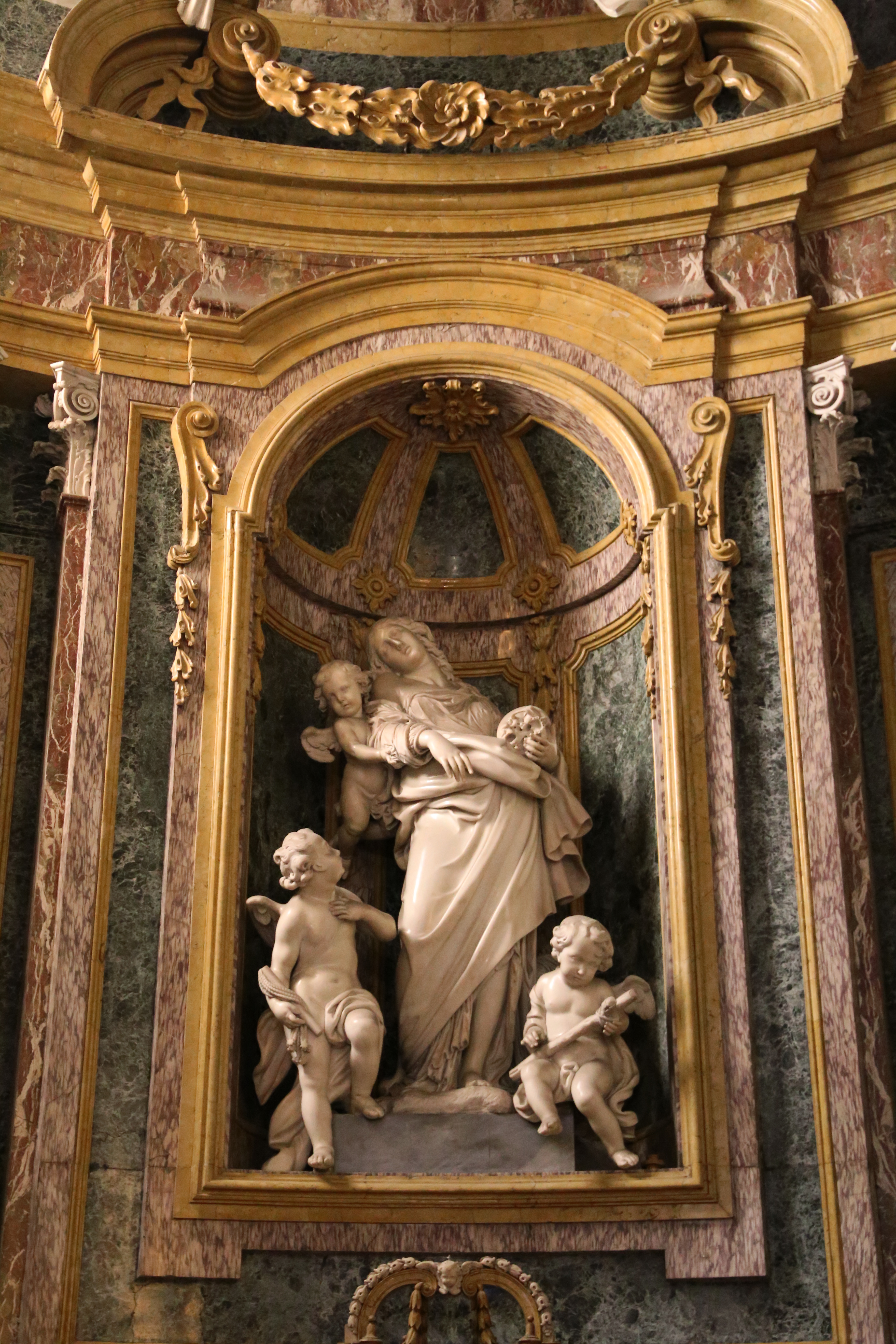
Maddalena, Duomo di Casale Monferrato

Giovanni Battista Bernero (Cavallerleone, 1736 – Torino, 7 gennaio 1796) è stato uno scultore italiano attivo alla corte dei Savoia.

## Biografia
Di famiglia saviglianese, Bernero studia con Ignazio Collino, vincendo un concorso indetto dalla Accademia di San Luca nel 1766. Entrato a far parte della Congregazione di San Luca dal 1770, Bernero viene assunto alla corte di Casa Savoia per alcuni lavori di intaglio e scultura: tra i suoi primi lavori, in particolare, la realizzazione di figurazioni plastiche per la cerimonia funebre di Carlo Emanuele III.
Sotto Vittorio Amedeo III, Bernero viene incaricato della decorazione degli appartamenti di Levante e di Ponente a Stupinigi, cosa che egli concretizza con la realizzazione di statue raffiguranti Atalanta, Meleagro, Orione e Diana. Sempre da attribuirsi a lui è la coronazione della balaustra esterna del salone centrale della palazzina con trofei di caccia.
Lavora non solo a Torino ma, sempre nelle terre sabaude, realizza la Maddalena, posta nel Duomo di Casale Monferrato, ed è attivo anche al Sacro Monte di Varallo (Cappelle XXIV e XLII). Tra le sue ultime opere, i busti della Contessa Ghigliossi e di Leonardo Caligari.

## Discendenza
Bernero ebbe due figli:
- Vittorio Amedeo, scultore.
- Luigi, pittore.

## Opere
(elenco non esaustivo)
- Gloria dei ss. Giovanni Battista e Massimo (1770) nella parrocchiale di Carignano;
- Il Gran Sacerdote Anna nella cappella XXIV del Sacro Monte di Varallo (1776);
- S.Carlo in preghiera, nella cappella XLII del Sacro Monte di Varallo  (1775-1776);
- S. Rosa da Lima e S. Antonio da Padova (1779), per la chiesa di San Lorenzo in Torino;
- SS. Trinità tra Angeli (1780) per la chiesa di San Francesco d'Assisi in Torino;
- Assunta ed Angeli(1780) per l'altare della chiesa di santa Caterina a Casale Monferrato
- Storie di s. Eusebio quattro bassorilievi in stucco per il coro del duomo di Vercelli;
- Vergine in gloria ed il santo titolare, pala d'altare a rilievo nella chiesa di San Filippo di Mondovì;
- Fama, statua per il monumento di Vittorio Amedeo II a Superga;
- Angeli reggenti l'urna di s. Evasio e le Storie di s. Evasio, nel duomo di Casale Monferrato;
- Maddalena, posta nel duomo di Casale Monferrato;
- Assunta, Abbazia di Fruttuaria a San Benigno Canavese;
- Battesimo di Cristo (1789) per la Confraternita di san Giovanni in Savigliano.